# Xã Dallas, Quận Crawford, Ohio
Xã Dallas (tiếng Anh: Dallas Township) là một xã thuộc quận Crawford, tiểu bang Ohio, Hoa Kỳ. Năm 2010, dân số của xã này là 485 người.